# Kanał Gocławski

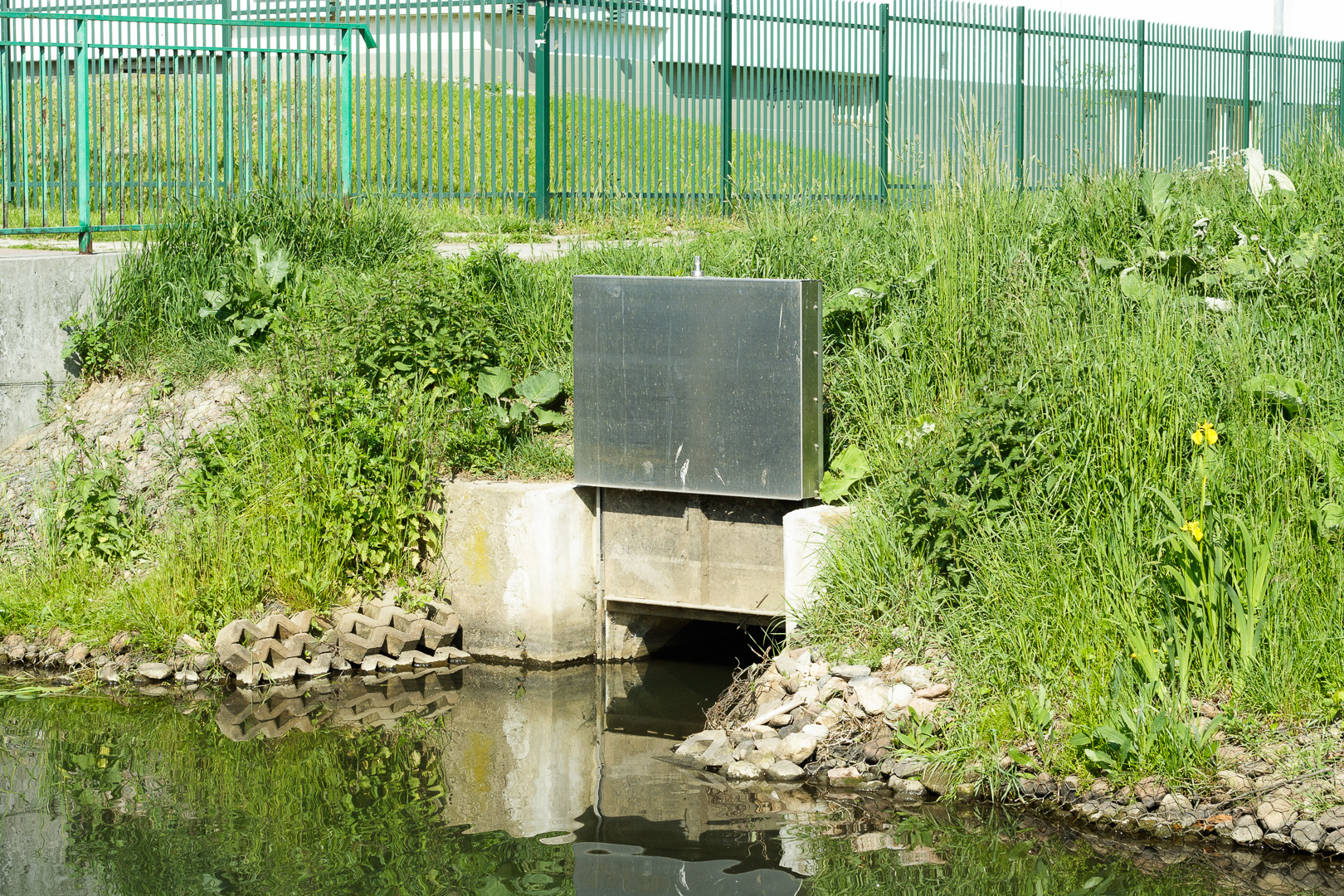
Przepustozastawka na Kanale Nowa Ulga zasilająca Kanał Gocławski

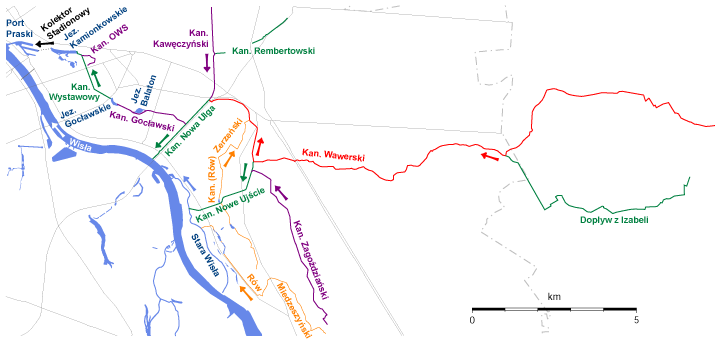
Kanał Gocławski i inne kanały melioracyjne Niziny Wawerskiej

Kanał Gocławski – kanał w Warszawie, w dzielnicy Praga-Południe, prowadzący wody od Kanału Nowa Ulga do Jeziora Gocławskiego.

## Galeria
| - Kanał Gocławski – widok z ulicy Fieldorfa - Kanał Gocławski w pobliżu parku Nad Balatonem - Kanał w rejonie ulic Jana Nowaka-Jeziorańskiego i Grzegorza Przemyka |